# Bahía San Blas
Bahía San Blas is een plaats in het Argentijnse bestuurlijke gebied Patagones in de provincie Buenos Aires. De plaats telt 463 inwoners.